# Svartbulbyl
Svartbulbyl (Hypsipetes leucocephalus) är en vanlig och vida spridd asiatisk tätting i familjen bulbyler som förekommer från Afghanistan till Vietnam.

## Kännetecken

### Utseende
Svartbulbylen är en stor (23,5-26,5 cm), ljudlig och iögonfallande bulbyl med spretig tofs, brett triangelformad stjärt (smalare vid stjärtroten) samt röd näbb och röda ben. Fjäderdräkten varierar mellan helsvart, gråsvart (ljusare under) och svart med vitt på huvud och ibland även bröst. Ungfågeln är genomgående brunare, framför allt på vingar och stjärt.

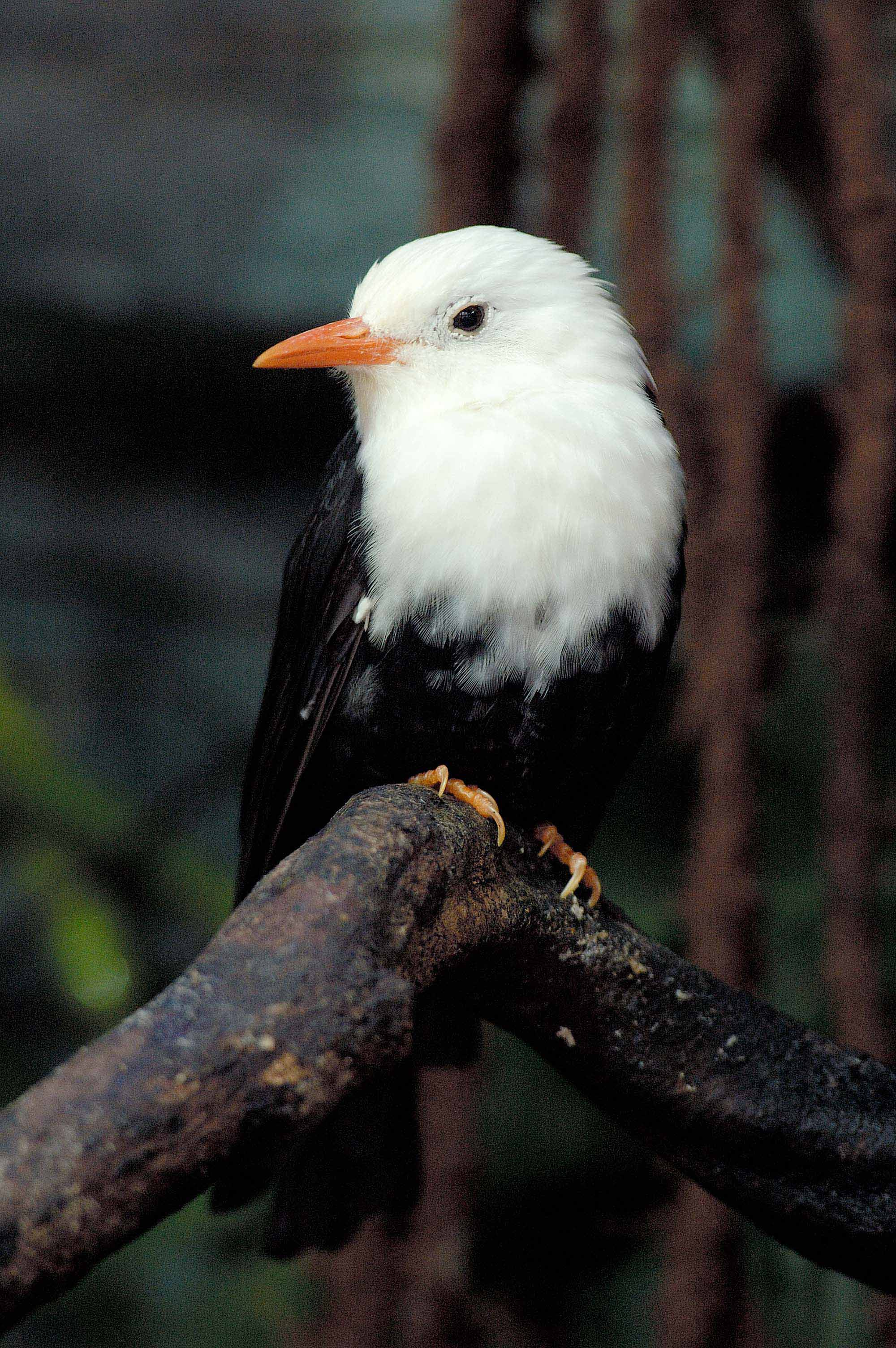
Svartbulbyl av nominatformen, en av de vithuvade populationerna.

### Läten
Sången består av en serie med fyra till fem disharmoniska men taktfasta toner. Bland lätena hörs långa, jamande visslingar eller abrupta nasala toner.

## Utbredning och systematik
Svartbulbyl delas in i tio underarter med följande utbredning:
- psaroides-gruppen
  - Hypsipetes leucocephalus psaroides – Himalaya från norra Afghanistan till östra Assam och sydöstra Tibet
  - Hypsipetes leucocephalus nigrescens – östra Assam (söder om Brahmaputra) till västra Myanmar
  - Hypsipetes leucocephalus concolor – östra Burma till sydvästra Kina, östra Thailand, Laos och södra Vietnam
- sinensis-gruppen
  - Hypsipetes leucocephalus ambiens – nordöstra Burma till sydvästra Kina (västra Yunnan i Irrawaddys avrinningsområde)
  - Hypsipetes leucocephalus sinensis – östra Burma till sydvästra Kina, övervintrar i Thailand och södra Laos
- leucocephalus-gruppen
  - Hypsipetes leucocephalus stresemanni – sydvästra Kina (Lijiangbergen i nordvästra Yunnan) till Thailand och södra Laos
  - Hypsipetes leucocephalus leucothorax – östkinesiska (Sichuan i Shaanxi och Hebei); övervintrar i södra Laos
  - Hypsipetes leucocephalus leucocephalus – provinser vid kusten av sydöstra Kina
- Hypsipetes leucocephalus perniger – Hainan (södra Kina)
- Hypsipetes leucocephalus nigerrimus – Taiwan

Arten har även observerats i Europa, bland annat i Sverige, men inte någonstans har det ännu bedömts sannolikt att svartbulbylen nått dit på naturlig väg.
Tidigare behandlades tvärstjärtad bulbyl (H. ganeesa) som en underart till svartbulbyl och vissa gör det fortfarande.

## Levnadssätt
Svartbulbylen förekommer i städsegrön och blandad fällande lövskog, även i lundar, öppningar och skogskanter. Födan består huvudsakligen av bär och andra frukter, men även nektar och insekter. Fågeln häckar mellan april och juli. Den bygger en grund boskål i ett träd, vari den lägger två till fyra skärvita fläckade ägg.

## Status och hot
Arten har ett stort utbredningsområde, men tros minska i antal, dock inte tillräckligt kraftigt för att den ska betraktas som hotad. Internationella naturvårdsunionen IUCN listar arten som livskraftig (LC). Världspopulationen har inte uppskattats, men den beskrivs som generellt ganska vanlig till mycket vanlig.